# Área de Conservação da Paisagem de Kõnnumaa
A Área de Conservação da Paisagem de Kõnnumaa é um parque natural situado no condado de Rapla, na Estónia.
A sua área é de 5744 hectares.
A área protegida foi designada em 1981 para proteger Keava, Palasi e o paul de Loosalu. Em 2000, a área protegida foi reformulada como área de preservação paisagística.